# ドミニク・ダン
ドミニク・ダン（Dominique Dunne、1959年11月23日 - 1982年11月4日）は、アメリカ合衆国の女優。『ポルターガイスト』出演後、恋人に殺害され、23歳の誕生日を前に死去した。

## 生涯
カリフォルニア州サンタモニカ出身のアイルランド系。母は裕福なアリゾナの大牧場の娘、父も裕福な資産家の息子で映画プロデューサーのドミニク・ダン（日本語では同じドミニクだが、父親はDominick、娘はDominique）、叔父は『スター誕生』（1976年）の脚本家のジョン・グレゴリー・ダン、義叔母は文筆家のジョーン・ディディオン、兄が2人おり、一人は『マイ・ガール』のグリフィン・ダン。父方の曾祖父はアイルランドから移民して八百屋業から銀行の経営者に登りつめた成功者で、祖父も有能な外科医として病院長を務めていた。父親の兄弟はすべてハーバード、プリンストン、イエールなど名門大学に進学し、裕福なワスプ社会に暮らす一族だった。
両親の離婚後、ロサンゼルス市内のビバリーヒルズに引っ越す。父親と叔父夫婦は共同で映画会社を経営していたが、喧嘩別れしたあと、叔父夫婦が脚本を書いた『スター誕生』が大ヒットしたため、嫉妬に苦しんだ父親は酒浸り・薬漬けになり、ドラッグ売買の罪で逮捕された。叔父夫婦が保釈金を払い釈放され、オレゴン州に引きこもる。
1979年にテレビ映画『ヒッチハイク・ギャル/危険な17才』でデビューする。

### 殺人事件
1982年10月30日、元交際相手の男に首を絞められ意識不明の重体となる。病院に搬送されたが、医師から回復の見込みが無いと宣告された。11月4日に家族は生命維持装置を外すことに同意し、22歳の若さでこの世を去った。母親の願いにより彼女の臓器は摘出され、他のドナーへと移植された。
亡くなったのは1983年版のテレビドラマ『V』撮影中で、ロビン・マックスウェル役を演じる予定だった。事件のため撮影は2週間中断されたが、出演シーンの一部は放送された。彼女の死後、代役はブレア・テフキンがキャスティングされた。
犯人はレストランの副料理長で、1981年に知り合って交際に発展。数週間後にウェスト・ハリウッドで同棲を開始した。だが男は独占欲が強く、暴力を振るようになったため、ドミニクから別れを切りだし、2人は同棲を解消した。しかし男はドミニク宅を何度も訪れ復縁を迫っていた。その日は自宅で稽古中だったドミニクと口論に発展し、彼女の首を絞めて殺害した。男には懲役6年半の有罪判決が下されたが、わずか3年ほどで出所した。判決を不服とした両親は、犯人が出所後もしばらく行き先を調査しつづけた。犯人は再び料理人として働きはじめたが、ドミニクの父親の通報によってクビになったため、以後、名前を変えて暮らしている。
父親は雑誌『ヴァニティ・フェア』の依頼で犯人の裁判傍聴記を執筆し、これがきっかけで有名人や富裕層の事件・裁判専門の書き手としてベストセラー作家になった。

## 出演作
| 公開年    | タイトル                        | 役名                    | 備考                                                    |
| --------- | ------------------------------- | ----------------------- | ------------------------------------------------------- |
| 1979      | ヒッチハイク・ギャル/危険な17才 | Cathy Robinson          | テレビ映画                                              |
| 1979–1980 | 事件記者ルー・グラント          | Various roles           | 2 エピソード                                            |
| 1980      | Family                          | Erica                   | エピソード: "When the Bough Breaks"                     |
| 1980      | Valentine Magic on Love Island  | Cheryl                  | テレビ映画                                              |
| 1980–1981 | Breaking Away                   | Paulina Bornstein       | 4 エピソード                                            |
| 1981      | CBS Children's Mystery Theatre  | Polly Ames              | エピソード: "The Haunting of Harrington House"          |
| 1981      | Unit Four                       | Tracey Phillips         | テレビ映画                                              |
| 1981      | The Day the Loving Stopped      | Judy Danner             | テレビ映画                                              |
| 1982      | Fame                            | Tracy                   | エピソード: "Street Kid"                                |
| 1982      | 探偵ハート&ハート               | Christy Ferrin          | エピソード: "Hart, Line, and Sinker"                    |
| 1982      | ポルターガイスト                | ダナ・フリーリング      | 映画                                                    |
| 1982      | The Shadow Riders               | Sissy Traven            | テレビ映画                                              |
| 1982      | 白バイ野郎ジョン&パンチ         | Amy Kent                | エピソード: "Meet the New Guy"                          |
| 1982      | The Quest                       | Italian Girl            | エピソード: "He Stole-a My Art"                         |
| 1982      | ヒルストリート・ブルース        | Abandoned Baby's Mother | エピソード: "Requiem for a Hairbag"; posthumous release |
| 1983      | V                               | Robin Maxwell           | カメオ出演;追悼リリース                                 |